# Jean du Casse

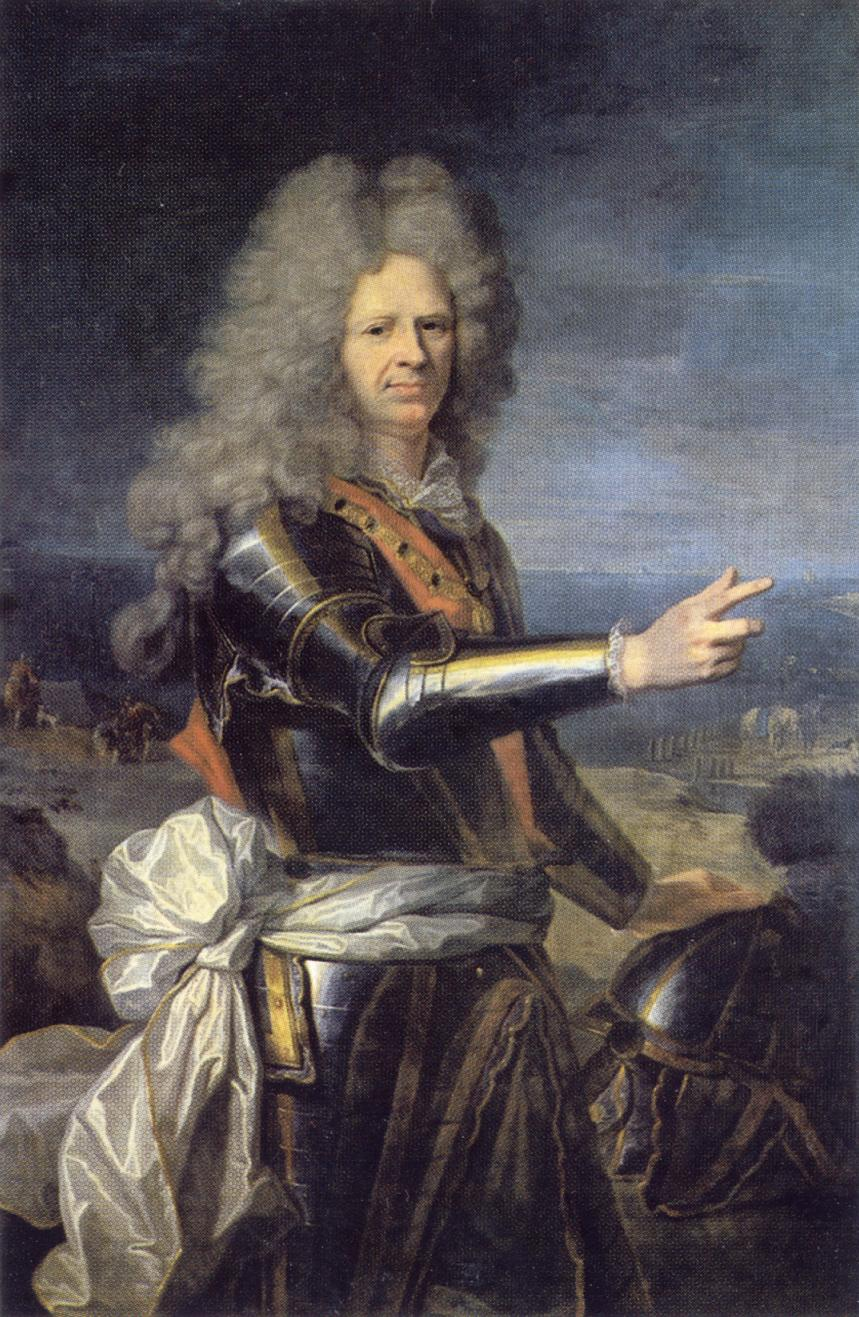
Jean Baptiste du Casse, 1700

Jean Baptiste du Casse (mogelijk Saubusse, 2 augustus 1646 – Bourbon-l'Archambault, 25 juni 1715) was een Franse slaventransporteur, boekanier, gouverneur en admiraal tijdens de Spaanse Successieoorlog.

## Biografie
Du Casse was de zoon van een koopman uit Pau. Zijn geboorteplaats is niet precies bekend. Omdat zijn ouders hugenoten waren werd hij niet toegelaten tot de Franse marine. Daarom trad hij in 1677 in dienst als directeur van de Compagnie de Sénégal, die vier jaar eerder werd opgericht. Hij veroverde in 1677 Gorée op de West-Indische Compagnie (WIC), en deed in 1678 een aanval op Arguin.
Met het geld dat hij had verdiend voer hij naar het eiland Martinique en kocht rond 1680 een eigen schip in Saint-Domingue. Du Casse veroverde een Hollands schip. Hij zeilde terug naar Frankrijk en bood Lodewijk XIV de helft van de lading aan. In 1686 werd hij benoemd als luitenant in de Franse marine.

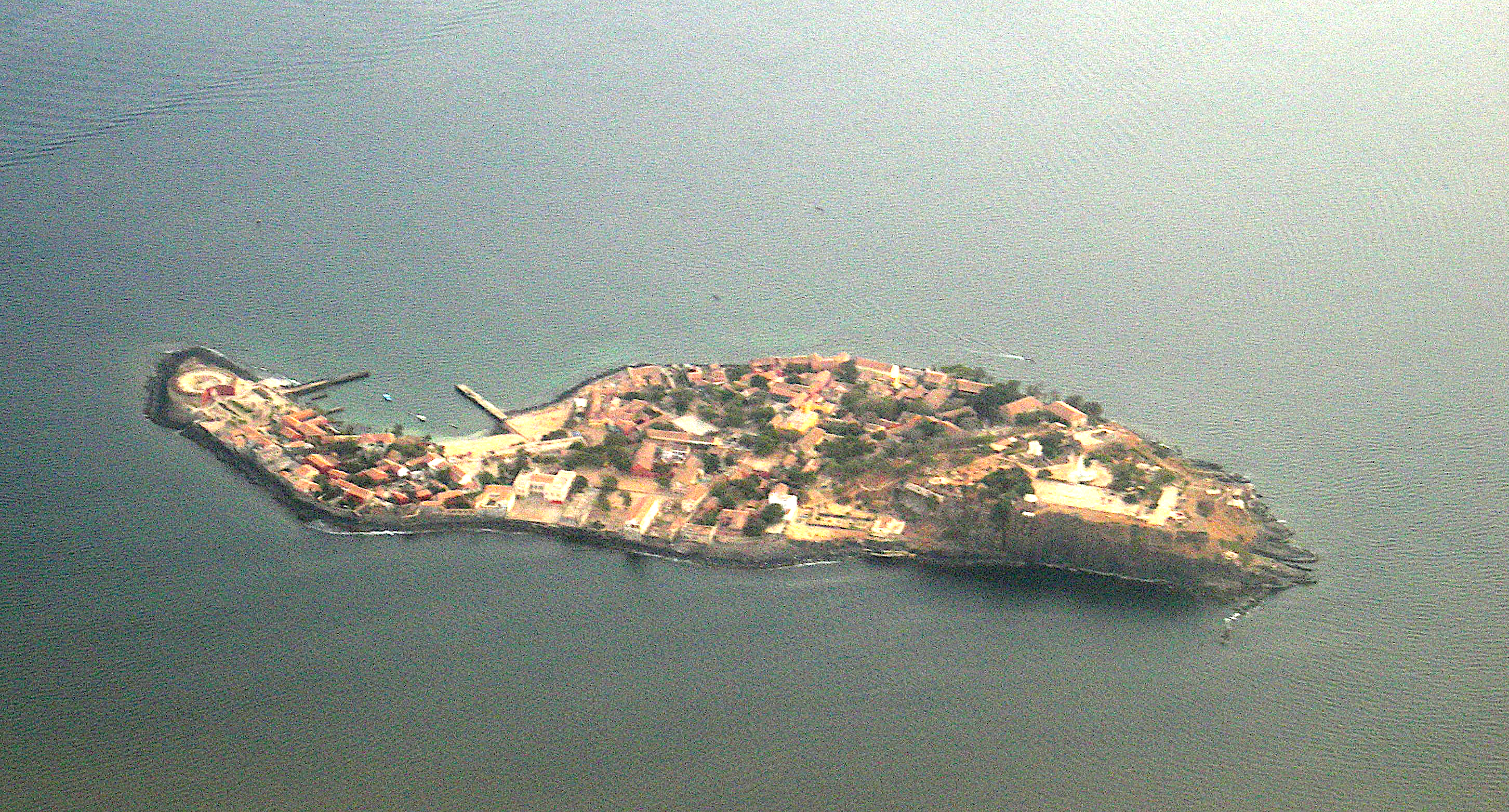
Gorée vanuit de lucht

De Fransen hebben nooit enige rol van betekenis gespeeld op de Goudkust. De WIC moest de Engelse Royal African Company, in 1660 opgericht door James II van Engeland, al dulden en stelde alles in het werk om de Fransen van deze kustlijn te weren. Toen Du Casse in 1687 toch probeerde om in het tegenwoordige Ghana voet aan wal te zetten en zowel in Takoradi als Komenda een handelsfactorij wilde openen, verdreef de WIC hem gewapenderhand.

## Du Casse in de Caraïben

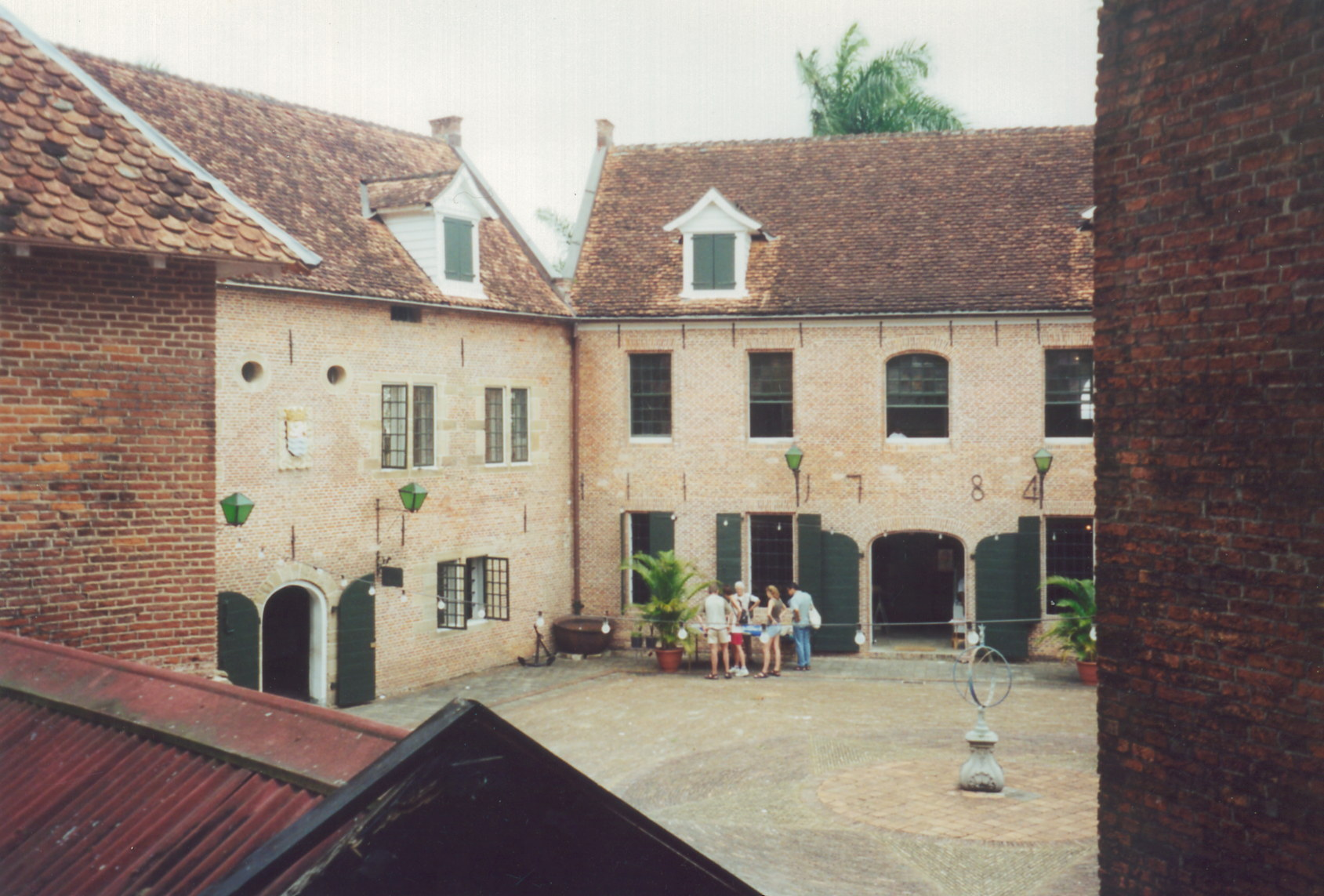
Binnenzijde van het fort Zeelandia

In maart 1689 leverde hij slag in Honduras met de Franse piraat Jean Fantin. Diens bemanning gaf zich over aan Du Casse en in juni 1689 viel hij met zijn schip Le Hasardeux de Berbice en het Fort Zeelandia in Suriname aan. Johan van Scharphuizen en François van Aerssen verzetten zich heftig.

In 1691 werd Du Casse benoemd als gouverneur van het eiland Saint-Domingue en dwong respect af bij de piraten, die zich in dit roversnest hadden gevestigd. In juni 1694 voer hij naar het Engelse Port Royal, de rijkste stad in de Caraïben. Du Casse voerde in juni en juli van dat jaar een rooftocht uit op Jamaica waarbij een belangrijk deel van het eiland verwoest werd.
In een poging de Spaanse invloed in Zuid-Amerika te beperken en keizer Leopold I met zijn aanspraken op de Spaanse troon een voet dwars te zetten, roofde Du Casse in 1697 de stad Cartagena in Colombia leeg, ondanks eerdere beloften kerkschatten met rust te laten. Omdat hij van zijn superieur niet het beloofde aandeel in de winst kreeg, voer hij naar Frankrijk en had een onderhoud met  Lodewijk XIV. Du Casse kreeg 1,4 miljoen francs compensatie, en werd bevorderd tot admiraal.

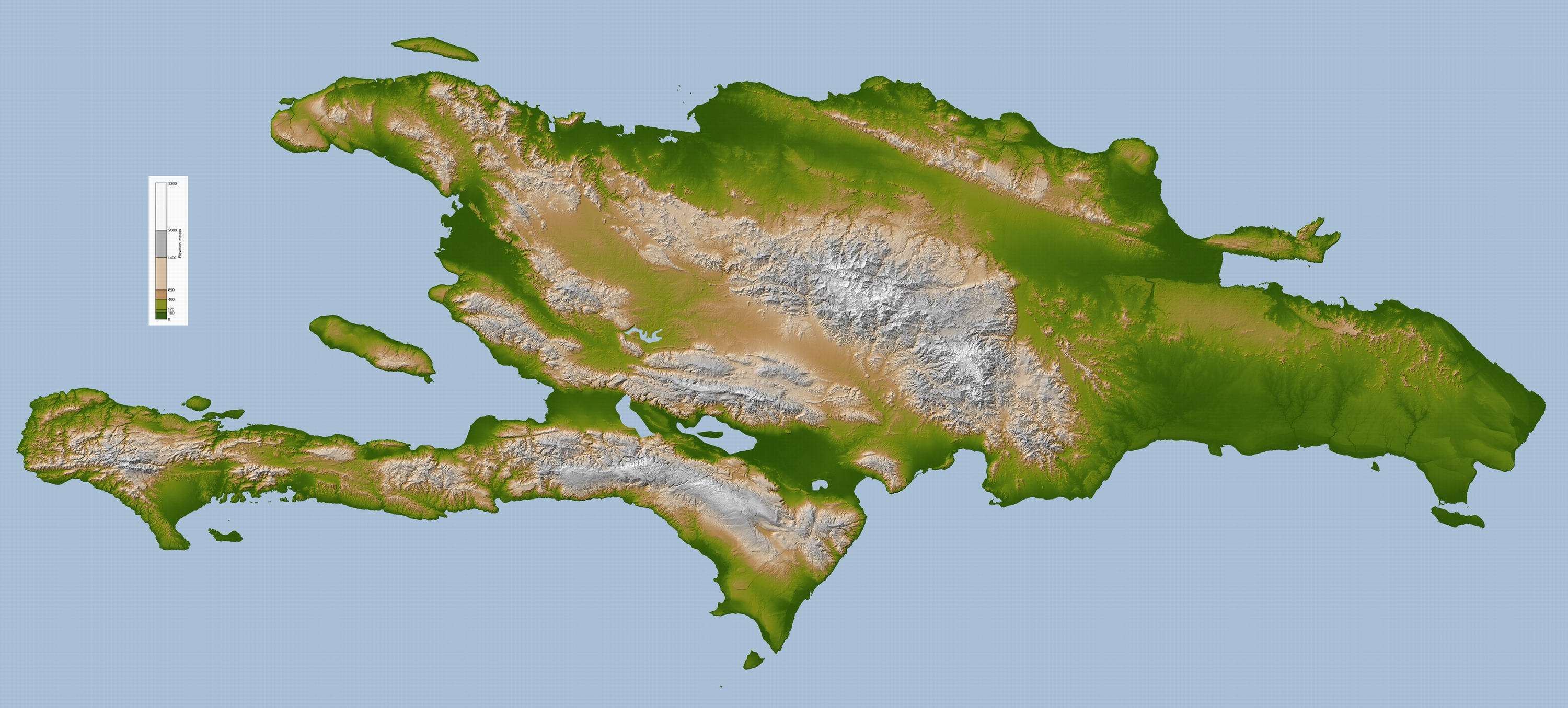
Hoogtekaart van het eiland Hispaniola

In hetzelfde jaar stond Spanje bij de Vrede van Rijswijk een derde van het eiland Hispaniola af aan Frankrijk. Saint-Domingue, het westelijk deel, werd de parel van de Antillen genoemd. Het werd een rijke kolonie, waar een eeuw later 40 procent van alle suiker en 60 procent van alle koffie werd verbouwd die in Europa werd geconsumeerd.
Du Casse organiseerde het bestuur van de kolonie, richtte plantages op en stortte zich op de slavenhandel tussen Afrika en de Caraïben. In 1701 trok hij naar Madrid om het Asiento te verkrijgen voor Frankrijk. Franse schippers mochten slaven verkopen in de Spaanse kolonies in Zuid-Amerika, zonder Spaanse havens aan te doen. De winsten werden verdeeld tussen Frankrijk, Spanje en de Franse Compagnie de Guinea. In 1713 ging het Asiento de Negros over in Engelse handen.

## Du Casse tijdens de Spaanse Successieoorlog

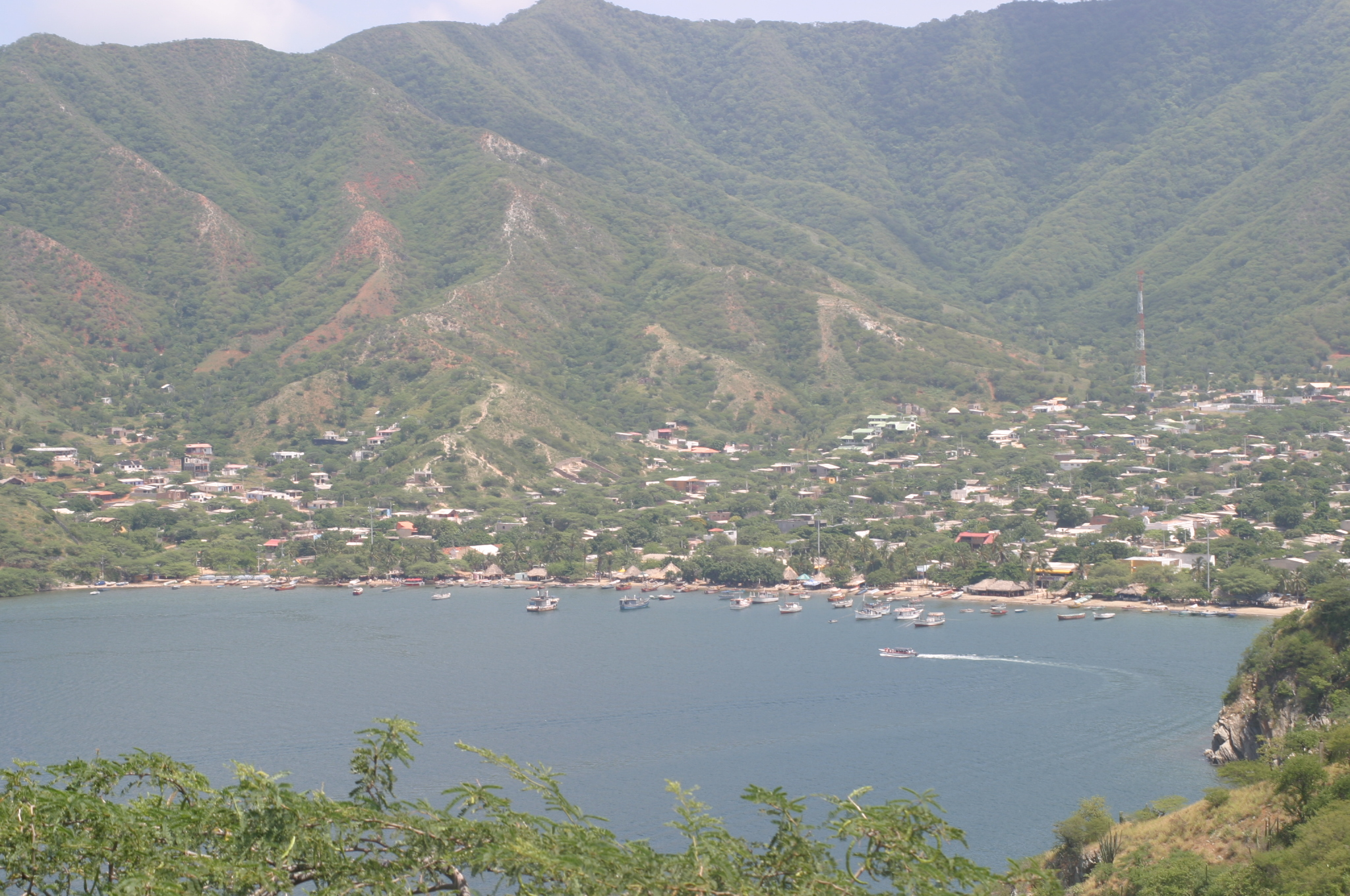
Baai bij Santa Marta

In 1700 overleed koning Karel II van Spanje, de laatste van de Spaanse Habsburgers. Deze mentaal en fysiek gehandicapte koning liet geen erfgenaam na, wat leidde tot de Spaanse Successieoorlog. Hierbij stonden de Oostenrijkse Habsburgers, verbonden in de Liga van Augsburg, vervolgens in de Grote Alliantie met als troonpretendent Leopold en Filips van Anjou, kleinzoon van Lodewijk XIV van Frankrijk en dus behorend tot het Huis Bourbon (Borbón in het Spaans), tegenover elkaar. Catalonië steunde Leopold, terwijl de rest van Spanje Filips verkoos.
Du Casse, tot schout-bij-nacht benoemd, versloeg in een achtervolgingsgevecht tussen 19 en 25 augustus 1702, nabij Santa Marta, een Engels flottielje onder vice-admiraal John Benbow. In het voorjaar van 1703 keerde Du Casse terug naar Frankrijk. Op het midden van de Atlantische Oceaan kruiste zijn pad bij toeval een eskader van de eveneens naar Europa terugkerende schout-bij-nacht John Graydon maar de Franse admiraal wist zijn tegenstander te ontlopen, wat Graydon zijn commando kostte. In 1704 nam Du Casse deel aan de Slag bij Malaga, als bevelhebber van de voorhoede op L'Intrépide. De Franse vloot trachtte het tij te keren, maar de strijd tegen de gecombineerde Engels-Nederlandse vloot, waarin Philips van Almonde en Gerard Callenburgh een rol speelde, eindigde onbeslist. Het lukte de Engelsen (de Geallieerden) Gibraltar te behouden.
In oktober 1707 voer Du Casse weer naar Amerika. In juli 1708 was hij bevelhebber van een Spaanse Zilvervloot die vanuit Havana vertrok met de Mexicaanse zilverproductie aan boord, geconvoyeerd door Franse oorlogsschepen. Op 27 december was hij daartoe hij bevorderd tot lieutenant général des armées navales, destijds de hoogste operationele rang binnen de Franse marine. Omdat er weinig verliezen werden geleden gedurende het transport werd hij beloond met de Spaanse Orde van het Gulden Vlies. Men wist dat een Brits eskader onder commodore William Kerr in het gebied aanwezig was om de vloot te onderscheppen; een ander eskader onder commodore Charles Wager lukte het om een schip uit het konvooi met het Zuid-Amerikaanse zilver dat vanuit Porto Bello voer te veroveren. Du Casse had het geluk dat Kerrs eskader door ziekte en voedselgebrek zwaar onderbemand was geraakt.
In 1714 voerde Du Casse het bevel over een Franse vloot, betrokken bij de aanval op Barcelona. De strijd om de stad betekende het einde van Spaanse Successieoorlog en de bewuste dag, 11 september 1714 wordt nog steeds door de Catalanen herdacht. Felipe V werd de nieuwe koning van het land. Kort daarna werden alle Catalaanse politieke instituten en het Catalaans door hem verboden en kwam Catalonië onder militair gezag.